# Riccardo Zampagna
Riccardo Zampagna est un joueur de football italien, né le 15 novembre 1974 à Terni. Son poste de prédilection est attaquant.

## Biographie
Riccardo Zampagna a joué 78 matchs en Série A et a inscrit 28 buts dans ce championnat.

## Clubs successifs

### Joueur
| Saison  | Club             | Pays   |
| ------- | ---------------- | ------ |
| 1997-98 | US Triestina     | Italie |
| 1998-99 | US Triestina     | Italie |
| 1998-99 | AC Arezzo        | Italie |
| 1999-99 | Calcio Catania   | Italie |
| 1999-99 | Brescello Calcio | Italie |
| 2000-01 | Cosenza Calcio   | Italie |
| 2001-02 | AC Sienne        | Italie |
| 2002-03 | FC Messine       | Italie |
| 2003-04 | Ternana          | Italie |
| 2004-05 | FC Messine       | Italie |
| 2005-06 | FC Messine       | Italie |
| 2006-07 | Atalanta Bergame | Italie |
| 2007-08 | Atalanta Bergame | Italie |
| 2008-   | Vicenza          | Italie |
| 2008-09 | US Sassuolo      | Italie |
| 2009-10 | US Sassuolo      | Italie |
| 2010-11 | Carrarese Calcio | Italie |

### Entraîneur
- Depuis 2013 : Macchie  Italie

## Palmarès
Néant